# Osyp Nawrocki
Osyp Nawrocki (ur. 24 marca 1890 w Hołhoczach, zm. 6 sierpnia 1972 w Winnipeg) – ukraiński prawnik, działacz społeczny i towarzystwa „Proswita”.
W czasie I wojny światowej podoficer Legionu Ukraińskich Strzelców Siczowych, w czasie wojny polsko-ukraińskiej kapitan Ukraińskiej Armii Halickiej, organizator intendentury II Korpusu Ukraińskiej Armii Halickiej. W 1920 jeden z założycieli Ukraińskiej Wojskowej Organizacji, do 1921 pełniący obowiązki przewodniczącego Kolegium UWO, do 1926 członek Naczelnego Dowództwa UWO.
Od 1920 członek Zarządu Głównego Ukraińskiej Partii Radykalnej, w latach 1920–1939 dyrektor wydawnictwa „Czerwona Kałyna”.
W latach 1940–1942 przewodniczący Ukraińskiego Komitetu Pomocy w Krynicy, w latach 1943–1945 członek Zarządu Wojskowego 14 Dywizji Grenadierów SS i kierownik jego kancelarii.
Od 1948 na emigracji w Kanadzie.